# Legend Golf & Safari Resort
Het Legend Golf & Safari Resort is een safariresort en heeft een golfbaan in Mokopane, Zuid-Afrika, dat opgericht werd in 2009. De golfbaan werd ontworpen door de golfbaanarchitecten Trevor Immelman en Retief Goosen en het is een 18 holesbaan met een par van 72.

## Golftoernooien
De golfclub ontving af en toe grote golftoernooien:
- Vodacom Origins of Golf Tour: 2011